# جيمس مايكل نيويل
جيمس مايكل نيويل (بالإنجليزية: James Michael Newell)‏ هو رسام جداريات ‏ ورسام وفنان أمريكي، ولد في 21 فبراير 1900 في كارنغي في الولايات المتحدة، وتوفي في ديسمبر 1985.

## وصلات خارجية
- جيمس مايكل نيويل على موقع أوليمبيديا (الإنجليزية)